# Orchestre symphonique de Tcheliabinsk

L'orchestre symphonique en 2019.

L'orchestre symphonique de Tcheliabinsk (Челябинский симфонический оркестр) est un ensemble musical de la Philharmonie de Tcheliabinsk en Russie. Son directeur artistique et chef d'orchestre est Adik Abdourakhmanov, artiste émérite de Russie. 

## Histoire

### Période soviétique
La première composition de l'orchestre symphonique est apparue à la Philharmonie de Tcheliabinsk en 1938. Elle comprenait des professeurs de l'école de musique, des musiciens des «ensembles symphoniques» du théâtre régional d'opérette et du théâtre de comédie musicale. Son premier concert est donné le 10 février 1938 d'œuvres de Beethoven et de compositeurs soviétiques. Le chef d'orchestre à partir de 1939 est Nathan Faktorovitch. En 1956, le théâtre d'opéra et de ballet de Tcheliabinsk est inauguré. « Cet événement joyeux, très important pour le développement de la culture de la région, a été associé à la décision des autorités de transférer l'orchestre symphonique philharmonique au théâtre. Il est clair qu'à cette époque, la ville ne pouvait pas recruter de musiciens qualifiés pour deux orchestres. L'un, complètement prêt, était « à portée de main ». La Philharmonie s'est donc retrouvée sans son équipe de soutien. Par arrêté n° 351 du 12 décembre 1955 "Sur la liquidation de l'orchestre symphonique à partir du 1er janvier 1956", cinquante musiciens sont licenciés de la Philharmonie et commencent à travailler au théâtre. »
Ainsi, la Philharmonie de Tcheliabinsk reste pendant longtemps sans son propre orchestre symphonique.

### 1994-2019

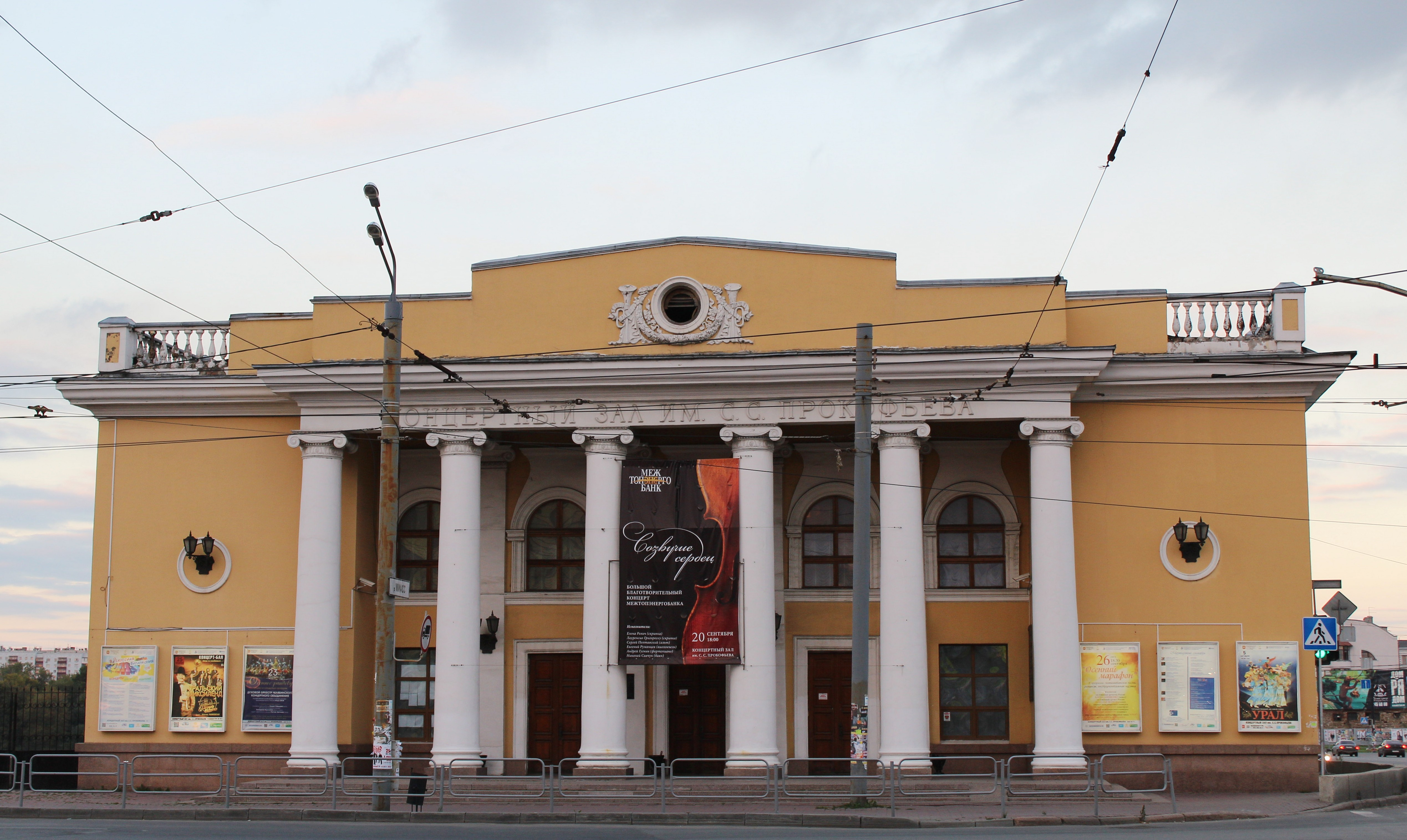
La Salle Prokofiev de la Philharmonie de Tcheliabinsk.

Le retour de l'orchestre symphonique a lieu avec la formation d'un orchestre de chambre en 1994. Cet orchestre de chambre, intitulé Classica et dirigé par Adik Abdourakhmanov, voit le jour dans le cadre de la Philharmonie de Tcheliabinsk. Cet orchestre participe à plusieurs festivals dont «Music in Schloss» (Allemagne),  le festival des arts de Iouri Bachmet, le festival international Denis Matsouïev présente, le festival international «Bodensee» (Allemagne, Autriche, Suisse), etc. Dès 2012, l'orchestre Classica se produit sur les meilleurs scènes d'Autriche et de Slovénie dans le cadre de l'association A.R.A.C.A. (association culturelle austro-russo-asiatique).

### Depuis 2019
Depuis 2019, l'orchestre symphonique se forme à partir des instrumentistes à cordes de Classica à l'initiative de Denis Matsouïev et de musiciens, tous recrutés sur concours. Les auditions commencent pendant l'été 2019 avec des musiciens venus de différentes villes de Russie. La présentation du nouvel orchestre a lieu le 16 novembre 2019 dans le cadre du VIIe forum culturel international de Saint-Pétersbourg à la Capella académique, puis le 26 novembre suivant à la Salle Prokofiev de Tcheliabinsk avec des œuvres de Tchaïkovski: la Symphonie n° 1 en sol mineur op. 13 (Rêves d'hiver) et le 1er concerto pour piano et orchestre en si bémol mineur op. 23.